# Эристалёз

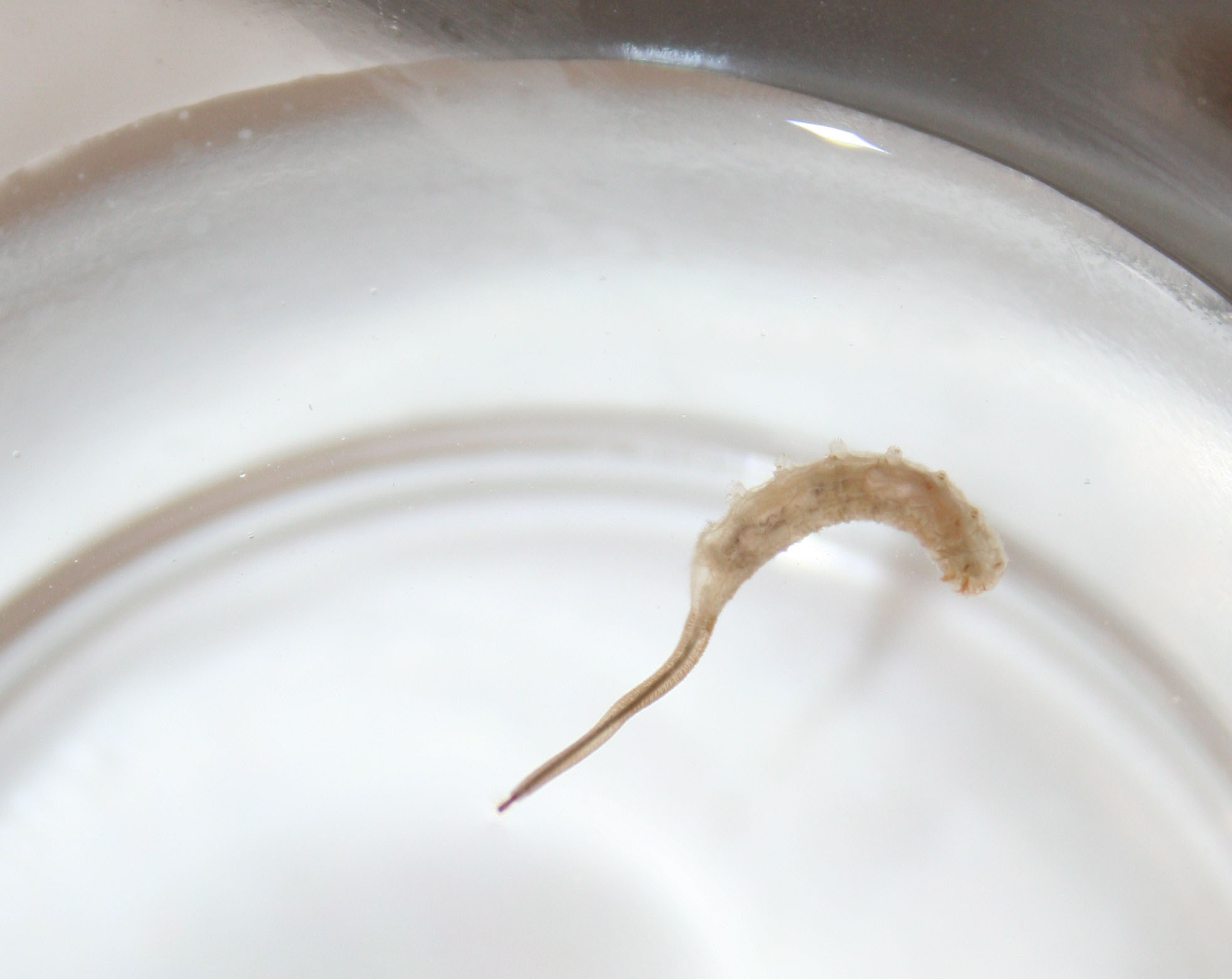
Личинка Eristalis tenax

Эристалёз (Eristalosis) — редкий миаз, вызванный личинками Eristalis tenax (Linne, 1758), характеризуется энтеритом.
Возбудитель — пчеловидка обыкновенная Eristalis tenax (сем. Syrphidae, отряд Diptera) — является космополитом.
Личинка Eristalis tenax, до 3 см длиной, носящая название «крыска», имеет на конце брюшка длинный придаток (дыхательную трубку), напоминающую с виду хвост. Попадая в организм человека, личинка может вызывать случайный (pseudomyiasis) кишечный миаз.
Человек заражается при проглатывании вместе с пищей яиц возбудителя, либо мухи откладывают яйца в районе ануса, через который личинки проникают дальше в прямую кишку. Болезнь встречается в Азии (в Индии, Иране) Африке, Австралии, Америке (в Аргентине, Бразилии, Чили), Европе (в Бельгии, Дании, Испании и др.).
Личинки, попавшие в организм человека, созревают в кишечнике и вызывают энтерит. Возникают боль в животе, рвота, диарея, анальный зуд, головокружение, бессонница, слабость. Болезнь может протекать и бессимптомно.
Диагноз ставят на основании обнаружения созревших крупных личинок в свежих фекалиях.
Лечение: назначают метронидазол и нифуроксазид, слабительное.
Реже личинки Eristalis tenax вызывают мочеполовой миаз: личинки обнаруживаются в моче, больной жалуется на двусторонние рёберно-поясничные боли. Могут паразитировать во влагалище. Заражение происходит вследствие использования овощей, заражённых яйцами возбудителя, в качестве фаллоимитатора (см. Миаз вульвы).
Прогноз благоприятный.